# さ행
さ행이란 오십음도에서 3번째행이다. さ, し, す, せ, そ가 포함된다. 어떤 가나라도 자음과 모음으로부터 이루어지는 음을 나타낸다.

## 역사・방언음
일포사전의 기술 등에서, 중세에는「せ」(se), 「ぜ」(ze)의 표준적인 발음은 ʃe, ʒe (즉,「しぇ」「じぇ」같은 음)에 가까운 음이였던 것이 명백하게 되고 있다. 또, 주로 서일본의 일부 방언에서는 현재도 같은 발음이 남아있다.
게다가 시대를 거슬러 올라가면, s, z는 그 위치에 불구하고, 각각 ʦ, ʣ 혹은 ʧ, ʤ와 같은 파찰음이였을 가능성이 강하다는 것이 정설이다. 이것은 주로, 일본의 한자음과 중국어 중고음과의 비교에 따라서 강하게 지지되는 것이다.

## 청음
さ행음(청음)의 두자음 (음소)은 s이다 (음운론). 음성학으로는, 「さ」, 「す」, 「せ」, 「そ」의 두자음(단음)은 무성 치경 마찰음s이고, 「し」의 두자음은 경구개화해서, 무성 치경구개 마찰음ɕ이 된다. 경구개화하지 않는 외래음의 si를 가나로 표기하는 경우, 종종 「すぃ」로 표기된다. さ행음의 훈령식 로마자 및 일본식 로마자표기는 sa si su se so, 헵번식 로마자표기는 sa shi su se so이다.

## 탁음
さ행음의 가나에 탁점을 붙인 ざ행(탁음)의 두자음(음소)는 z이다(음운론). 음성학상은「ざ」, 「ず」,「ぜ」, 「ぞ」의 두자음은 문절의 머리 또는 발음(「ん」)의 뒤에서는 유성 치경 파찰음ʣ(「つ」의 자음을 유성화한 음), 그 이외로는 유성 치경 마찰음z(「す」의 자음을 유서화한 음) 또는 그것에 가까운 음(폐쇄밀착도가 약한 유성 치경 파찰음)이고, 「じ」의 두자음음 경구개화해서, 문절의 머리 또는 발음(「ん」)의 뒤에서는 유성 치경 경구개 파찰음ʥ(「ち」의 자음을 유성화한 음), 그 이외로는 유성 치경 경구개 마찰음ʑ(「し」의 자음을 유성화한 음) 또는 그것에 가까운 음(폐쇄밀착도가 약한 유성 후치경 파찰음)이 된다. 경구개화하지 않는 외래음의 zi를 가나로 표기하는 경우는, 종종 「ずぃ」로 표기된다. ざ행음의 일본식 로마자 표기는 za zi zu ze zo, 헵번식 로마자 표기는 za ji zu ze zo이다.

## 요음
- さ행 및 ざ행의 「い」단음을 1자로 하는 개요음, 즉, しゃ행(「しゃ」「しゅ」「しぇ」「しょ」)과 じゃ행(「じゃ」「じゅ」「じぇ」「じょ」)의 두자음(음소)는 각각 sj, zj이고, 그 음상학상의 실제 발음은 각각「し」, 「じ」의 경우와 같다.  (「しぇ」와 「じぇ」는 요음이라고 하지 않는 의견도 있다. )しゃ행음과 じゃ행음의 일본식 로마자 표기는 각각 sya syu sye syo, zya zyu zye zyo, 헵번식 로마자 표기는 각각 sha shu (표기없음) sho, ja ju (표기없음) jo이다.
- 「じ」와 「ぢ」, 「じゃ행」과「ぢゃ행」, 「ず」와 「づ」의 발음은 음성학 상으로 같다. 따라서, 현대가나사용에서는, 이것들의 음을 각각 같은 음으로서 취급하고, 일부의 예외를 제외하고「ぢ」, 「ぢゃ행」, 「づ」를 사용하지 않고, 「じ」, 「じゃ행」, 「ず」로 통일해서 표기한다. (た행 문서 참조)

## 외래음 표기
- 「シェ」는 외래어 표기에서 사용되는 가나이다. 유성 치경 경구개 마찰음ɕ과 모음「エ」를 조합한 음을 나타낸다.

- 「スィ」「ズィ」는『외래어 표기 (일본어)』의 표 중에서는 들고 있지 않지만, 외래어 원음이 si나 zi인 것을 표기하기 위해서 사용되는 것이다. 일본어에서는 「シ」「ジ」로 발음되고, 또 그렇게 표기되는 것이 많다. C:シー（スィー）

あ행 - か행 - さ행 - た행 - な행 - は행 - ま행 - や행 - ら행 - わ행